# 查普曼冰川 (維多利亞地)
查普曼冰川（英語：Chapman Glacier），是南極洲的冰川，位於維多利亞地的彭內爾海岸，處於尤爾灣，由澳大利亞探險隊命名，現時由南極條約體系管理。